# Варварівка (Амурська область)
Варварівка (рос. Варваровка) — село у Октябрському районі Амурської області Російської Федерації. Розташоване на території українського історичного та етнічного краю Зелений Клин.
Входить до складу муніципального утворення Варварівська сільрада. Населення становить 2529 осіб (2018).

## Історія
З 20 жовтня 1932 року входить до складу новоутвореної Амурської області.
З 1 січня 2006 року органом місцевого самоврядування є Варварівська сільрада.

## Населення
| 2002  | 2010  | 2012  | 2013  | 2014  | 2015  | 2016  |
| ----- | ----- | ----- | ----- | ----- | ----- | ----- |
| 2889  | ↘2695 | ↘2657 | ↗2659 | ↘2607 | ↘2597 | ↘2562 |
| 2017  | 2018  |       |       |       |       |       |
| ↘2544 | ↘2529 |       |       |       |       |       |